# Estelle Grelier
Estelle Grelier (* 22. Juni 1973 in La Roche-sur-Yon, Département Vendée) ist eine französische Politikerin der Parti socialiste.

## Leben
Von 2009 bis 2012 war Grelier Abgeordnete im Europäischen Parlament. Bei den Parlamentswahlen 2012 gewann die das Direktmandat im neunten Wahlkreis des Départements Seine-Maritime und zog so in die Nationalversammlung ein. Von Februar 2016 bis Mai 2017 war sie Staatssekretärin für die Collectivités territoriales (Gebietskörperschaften) im Ministerium für Raumplanung in den Kabinetten Valls II und Cazeneuve.